# Шевченко, Ярослав Владимирович
Яросла́в Влади́мирович Шевче́нко (укр. Ярослав Володимирович Шевченко; 14 сентября 2006, Кременчуг) — украинский футболист, полузащитник клуба «Кривбасс».

## Биография
Родился в Кременчуге. Воспитанник академий местного «Кременя» и донецкого «Шахтёра». Первые тренеры — Янковский Александр и Александр Зозуля. В ДЮФЛУ с 2020 по 2022 год выступал за ДВУФК (Днепр). В сезоне 2023/24 дебютировал за криворожцев в юношеском чемпионате Украины, за юношескую команду «Кривбасса» отличился 9-ю голами в 27-ми матчах. Во взрослом футболе дебютировал за команду 18 мая 2024 года в проигранном (1:3) выездном поединке 29-го тура Премьер-лиги Украины против киевского «Динамо». Ярослав вышел на поле на 75-й минуте вместо Максима Лунёва. Этот матч стал единственным для Шевченко за первую команду в сезоне 2023/24. В следующем сезоне чаще привлекался в главную команду «Кривбасса».